# Свети Сава (Солун)
„Свети Сава“ (на гръцки: Αγίου Σάββα, на сръбски: Храм Светог Саве) е църква в македонския град Солун, Гърция, метох на светогорския Хилендарски манастир.

## Местоположение
Църквата е разположена на улица „Камвуния“ № 1, близо до главната улица „Егнатия“. Запазена е на приземния етаж на построена около нея голяма многоетажна сграда.

## История
Църквата е сръбска. В XIX век се ползва от малката Солунска сръбска община.
В началото на юни 1942 година на църквата е дадена на Солунския български клуб.
След края на войната е върната на Хилендарския манастир.